# Плотницкая готика (роман)
«Плотницкая готика» (англ. Carpenter’s Gothic) — третий роман американского прозаика Уильяма Гэддиса, изданный в 1985 году и считающийся лучшим образцом американского постмодернизма 1980-х. Отличается от прочих произведений Гэддиса небольшим объёмом и относительной простотой восприятия. Роман стал финалистом премии ПЕН/Фолкнер в 1986 году.

## Сюжет
Середина 80-х. Элизабет Бут, женщина 33 лет и дочь умершего финансового магната, снимает со своим мужем Полом, ветераном войны во Вьетнаме, старый частный дом недалеко от Нью-Йорка. Большинство средств отца Элизабет находятся в трастовом фонде, поэтому ни она, ни её брат Билли не имеют к ним доступа.
Пол — вспыльчивый, решительный, но вместе с тем суетливый и невнимательный мужчина — пытается подрабатывать консультациями в сфере связей с общественностью, его основной клиент — христианский проповедник-фундаменталист Уде. Параллельно Пол, пытаясь исправить финансовое положение семьи, заставляет Элизабет судиться с авиакомпанией из-за её травмы колена, ходить по врачам за справками и выпрашивать у управляющего фонда встречу с Полом.
Большую часть времени Элизабет проводит дома, отвечая на телефонные звонки, занимаясь мелкими хозяйственными делами и принимая неожиданных гостей: в дом периодически заглядывают её брат Билли, уборщица мадам Сократ и немолодой хозяин Маккэндлесс — геолог и по совместительству писатель-любитель. Маккэндлесс оставил в доме одну закрытую комнату, в которой хранит свои вещи, преимущественно книги и бумаги, среди которых пытается что-то найти…
Почти всё действие романа происходит внутри дома (его архитектурный стиль и дал название роману) и состоит главным образом из диалогов (авторский текст почти отсутствует). Структура прямой речи персонажей максимально стилизована под живую речь простых людей (с помощью тавтологии, грамматических ошибок, оборванных фраз, ненормативной лексики и т. д.), при этом Гэддис почти не использует знаки пунктуации и не отделяет на письме прямую речь от слов автора.

## Темы и образы романа
В послесловии к русскому изданию Максим Нестелеев называет основные источники вдохновения Гэддиса и смысловые образы «Плотницкой готики». К произведениям, повлиявшим на роман, он относит роман Ивлина Во «Пригоршня праха» (1934), 73-й сонет Шекспира и «Нортенгерское аббатство» (1817) Джейн Остин.
Среди главных тем произведения Нестелеев перечисляет страхи XX века: ядерную войну, кризис капитализма, информационный хаос, — а также конфликты «мужское-женское» и «мирское-религиозное».

## Критика
Игорь Кириенков в обзоре для журнала «Коммерсантъ-Weekend», отметив музыкальную изысканность и техническую виртуозность текста, охарактеризовал «Плотницкую готику» как «злую» книгу.
Сайт Горький написал, что роман затягивает читателя «в мясорубку символов, полунамеков, мрачноватого юмора и литературных аллюзий» и выразил предположение, что именно этим произведение может понравиться поклонникам Дона Делилло и Томаса Пинчона.
Ксения Грициенко описала роман как «историю разрушения, нравственного падения и непрекращающегося насилия, как физического, так и эмоционального», при этом назвав «Готику» самым подходящим вариантом для первого знакомства с творчеством Уильяма Гэддиса.
Критик и исследователь книжной культуры Дмитрий Хряпов признаёт, что роман не для самого широкого читателя: «Талант Гэддиса проявился в том, что ему удалось напичкать небольшой, чуть меньше трехсот страниц, роман <…> размышлениями о таких больших темах, как политика и религия, перемешать всё это с аллюзиями и отсылками, но при этом ничего внятного не сказать. Голоса Гэддиса, его герои говорят, говорят, говорят, но все важные события происходят между частями книги, а сами персонажи упоминают их вскользь. И чтобы понять, что же произошло, о чём роман, читателю приходится собирать крошечные фрагменты реальности, проскальзывающие в шуме/звуке и в ярости».
Эксперты и участники программ Дома творчества Переделкино включили русское издание «Плотницкой готики» в список самых важных книг, вышедших на русском языке за 2021—2022 годы.

## Издания на русском языке
- Уильям Гэддис. Плотницкая готика. СПб.: Pollen, 2021. Перевод с английского Сергея Карпова